# Gare de Surgères
La gare de Surgères est une gare ferroviaire française de la ligne de Saint-Benoît à La Rochelle-Ville, située sur le territoire de la commune de Surgères, dans le département de la Charente-Maritime, en région Nouvelle-Aquitaine.
Elle est mise en service en 1857 par la Compagnie du chemin de fer de Paris à Orléans. C'est une gare de la Société nationale des chemins de fer français (SNCF), desservie par des TGV et des trains TER Nouvelle-Aquitaine.

## Situation ferroviaire
Établie à 36 mètres d'altitude, la gare de Surgères est située au point kilométrique (PK) 107,489 de la ligne de Saint-Benoît à La Rochelle-Ville, entre les gares ouvertes de Mauzé et d'Aigrefeuille - Le Thou. Elle est séparée de Mauzé par les gares aujourd'hui fermées de Saint-Pierre-d'Amilly et de Saint-Georges-du-Bois ; et d'Aigrefeuille - Le Thou par celles également fermées de Chambon et de Forges-d'Aunis.

## Historique
La station de Surgères est mise en service la 7 septembre 1857, par la Compagnie du chemin de fer de Paris à Orléans (PO) lorsqu'elle ouvre à l'exploitation le deuxième tronçon, de Niort à La Rochelle de sa ligne de Poitiers à La Rochelle et Rochefort.
La ligne a été électrifiée en septembre 1993, pour permettre l'arrivée du TGV jusqu'à la gare de La Rochelle.
La ville avait une fonction de carrefour ferroviaire avant la Seconde Guerre mondiale où une voie ferrée à voie métrique qui allait de Saint-Jean-d'Angély à Marans passait par Surgères et était inscrite au Plan Freycinet. Elle était exploitée par la Compagnie de chemins de fer départementaux. Ouverte en 1896, elle a été fermée en 1950.
Dans le cadre du projet de création de la LGV Sud Europe Atlantique, la SNCF a envisagé de réduire le nombre d'arrêts en gare de Surgères. La population et les élus ont manifesté contre cet avis à l'été 2015 et ont obtenu en septembre 2015 que les 6 arrêts habituels soient conservés.

## Fréquentation
De 2015 à 2023, selon les estimations de la SNCF, la fréquentation annuelle de la gare s'élève aux nombres indiqués dans le tableau ci-dessous.
| Année                     | 2015    | 2016    | 2017    | 2018    | 2019    | 2020    | 2021    | 2022    | 2023    |
| ------------------------- | ------- | ------- | ------- | ------- | ------- | ------- | ------- | ------- | ------- |
| Voyageurs                 | 361 287 | 332 363 | 370 151 | 350 762 | 372 949 | 257 923 | 341 933 | 443 664 | 500 836 |
| Voyageurs + non voyageurs | 451 609 | 415 453 | 462 689 | 438 453 | 466 186 | 322 403 | 427 417 | 554 580 | 628 045 |

## Service des voyageurs

### Accueil
Gare SNCF, elle dispose d'un bâtiment voyageurs, avec guichet, ouvert tous les jours et est équipée de distributeurs automatiques de titres de transport. Elle est équipée de 2 quais desservant 2 voies. Les deux quais font 454 mètres de long ou plus, permettant de recevoir deux rames de TGV Atlantique.

### Desserte
- TGV inOui et Ouigo : Paris-Montparnasse - (Poitiers[9]) - Niort - La Rochelle-Ville
- TER Nouvelle-Aquitaine : Poitiers -  Niort - La Rochelle-Ville

### Intermodalité
La gare est en correspondance avec le réseau de cars départementaux Les Mouettes. Un parking pour véhicules légers et vélos y est aménagé.

## Projet de réaménagement de la gare
En relation avec le projet d'aménagement du territoire national du rapport de Jean-Cyril Spinetta intitulé L'avenir du transport ferroviaire remis au Premier ministre le 15 février 2018, un projet de gare multimodale est envisagé, mais « patine » en 2020, selon le Président de la Communauté de communes Aunis Sud, et, après une suspension en 2018, peine à se concrétiser.